# St. Peter (Christgarten)

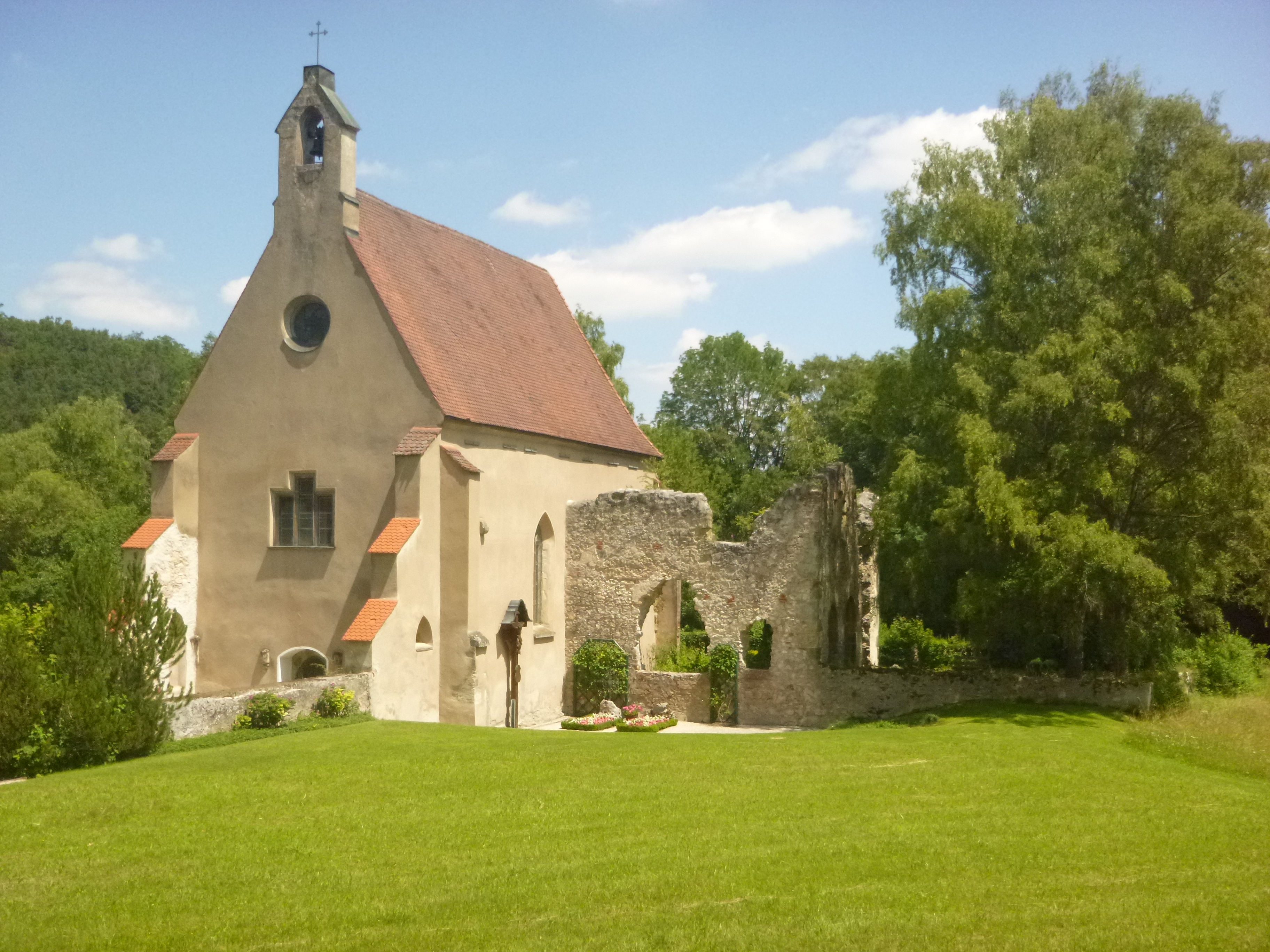
St. Peter in Christgarten

Die evangelisch-lutherische Kirche St. Peter, die Kirche des ehemaligen Kartäuserklosters Christgarten, steht in Christgarten, einem Gemeindeteil von Ederheim im Landkreis Donau-Ries von Bayern. Das Bauwerk ist in der Liste der Baudenkmäler in Ederheim als Baudenkmal unter der Nr. D-7-74-122-8 eingetragen. Die Kirche gehört zum Dekanat Donau-Ries des Kirchenkreises Augsburg der Evangelisch-Lutherischen Kirche in Bayern.

## Beschreibung
Die heutige Kirche St. Peter ist der einzige erhaltene Teil der Kirche des im 17. Jahrhundert aufgelösten Kartäuserklosters in Christgarten. Der um 1390 gebaute Saal war ehemals das den Mönchen vorbehaltene Presbyterium, das vom Raum für die Gemeinde (der „Laienkirche“) durch einen Lettner abgeschlossen war. Die Laienkirche wurde 1878 abgebrochen und der Chorraum geschlossen.
Die heutige Kirche besteht aus einem im Osten dreiseitig geschlossenen Langhaus zu drei Jochen. In der Fassade im Westen, die von Strebepfeilern gestützt wird, befindet sich das Portal. Über dem Giebel erhebt sich ein Glockenreiter, in dem eine kleine Kirchenglocke hängt. 
Der Innenraum ist mit einem Kreuzrippengewölbe überspannt. Das Chorgestühl stammt noch aus der Erbauungszeit. Ein von Hans Schäufelin geschaffener Flügelaltar ist heute in der Alten Pinakothek in München. 

## Orgel
Die Orgel mit acht Registern auf einem Manual und Pedal wurde von Fa. Sieber aus Holzkirchen/Ries im Jahr 1832 neu gebaut. Das Instrument verfügt über Schleifladen, mechanische Spiel- und Registertraktur und einen freistehenden Spieltisch. Das Gehäuse ist neugotisch ausgeführt.
Die Disposition lautet:
| Manual C–c3 |       |
| Principal   | 8′    |
| Gedeckt     | 8′    |
| Flöte       | 8′    |
| Salicional  | 8′    |
| Flöte       | 4′    |
| Mixtur III  | 2 ⁄3′ |

| Pedal C–f |     |
| Subbaß    | 16′ |
| Violon    | 8′  |

- Koppel: Pedal fest angekoppelt